# (36740) 2000 RQ61
2000 RQ61 (asteroide 36740) é um asteroide da cintura principal. Possui uma excentricidade de 0.11512550 e uma inclinação de 5.13419º.
Este asteroide foi descoberto no dia 1 de setembro de 2000 por LINEAR em Socorro.